# کابوی بیباپ (مجموعه تلویزیونی)
کابوی بیباپ (به انگلیسی: Cowboy Bebop) یک مجموعه تلویزیون اینترنتی در ژانر علمی-تخیلی و وسترن فضایی است که براساس مجموعه تلویزیونی انیمه‌ای ژاپنی به همین نام محصول سال ۱۹۹۸ استودیوی سانرایز، و فیلمی ژاپنی با همین نام (۲۰۰۱) ساخته شده‌است. داستان مجموعه در سال ۲۱۷۱ روایت می‌شود، و دربارهٔ ماجراجویی گروهی شکارچی جایزه‌بگیر است که در حال تعقیب مجرمان در سرتاسر منظومهٔ شمسی توسط سفینه‌ای فضایی به نام «بی‌باپ» هستند.
این سری توسط کریستوفر یوست ساخته شده‌است و بازیگرانی همچون جان چو، مصطفی شاکر، دنیلا پیندا، النا ساتینی، الکس هاسل و تامارا تیونی در آن ایفای نقش می‌کنند. فصل نخست مجموعه شامل ۱۰ قسمت توسط نتفلیکس در ۱۹ نوامبر ۲۰۲۱ در دسترس قرار گرفت، و فیلم‌نامه، جلوه‌های ویژه، تدوین و صحنه‌های اکشن مورد انتقاد قرار گرفت، اما تیم بازیگری آن تحسین شد. در دسامبر ۲۰۲۱، نتفلیکس ساخت مجموعه را پس از یک فصل متوقف کرد.

## بازیگران

### اصلی
- جان چو در نقش اسپایک اسپیگل (همچنین تحت نام مستعار «بی‌باک»): یک شکارچی جایزه‌بگیر متولد مریخ، با سابقه فعالیت‌های خشونت‌آمیز گروهی که توانایی‌های گسترده‌ای در زمینهٔ هنرهای رزمی و تیراندازی دارد. چو برای ایفای این نقش موهایش را بلند کرد تا ظاهر اسپایک را بر اساس نسخه انیمه تقلید کند.
- مصطفی شاکر در نقش جت بلک: همکار اسپایک، کارآگاه سابق آی‌اِس‌اِس‌پی و کاپیتان بیباپ که از بازوی سایبرنتیک برخوردار است. او به مدت پنج سال به دلیل محکومیت اشتباه در زندان به سر برد.
- دنیلا پیندا در نقش فِی ولنتاین: یک شکارچی جایزه‌بگیر که پس از بهوش آمدن از خواب سرد بدون خاطراتش از خواب بیدار شد.
- النا ساتینی در نقش جولیا: یک زن شهرآشوب که به اندازهٔ زیبایی‌اش باهوش نیز است. او گذشتهٔ پیچیده‌ای با اسپایک و ویشِس دارد و مورد علاقه هر دوی آن‌ها می‌باشد.
- الکس هاسل در نقش ویشِس: دشمن اسپایک، یک گانگستر تشنه به قدرت از اتحادیه جنایتکار اژدهای سرخ که بهترین دوست اسپایک قبل از درگیری‌ها بود.

### همبازی‌ها
- تامارا تیونی در نقش آنا: مالک یک کلوپ جاز زیرزمینی در مریخ.
- میسون الکساندر پارک در نقش گرن: یک موسیقی‌دان سبک جاز که برای آنا کار می‌کند و به عنوان دست راست او نیز به‌شمار می‌رود. شخصیت وی به عنوان جنسیت کوئیر برای نمایش در نظر گرفته شده‌است.
- جف استالتس در نقش چالمرز
- کارمل مک‌گلون در نقش وودکاک
- ریچل هاوس در نقش مائو
- جان نوبل در نقش کالیبان